# Vlădești (okręg Alba)
Vlădești – wieś w Rumunii, w okręgu Alba, w gminie Râmeț. W 2011 roku liczyła 24 mieszkańców.